# Азаг Гейл
Азаг Гейл (перс. اشاق قلعه) — село на сході Ірану, остану Хамадан. У 2006 році в селі було 248 людей у 53 сім'ях.